# 山内 (秋田市)
山内（さんない）は秋田県秋田市にある大字である。郵便番号は 010-0823。

## 地理
秋田市の北東部、旭川の上流に位置する。北東から南西へ向けて旭川が流れ、南北を尾根に挟まれた谷地である。旭川と並行して秋田県道15号秋田八郎潟線が貫通し、田中・藤倉・小田などの集落や農地が点在する。上台・大畑・小田の境界付近に、近代化遺産指定された藤倉水源地がある。また、丸木橋に秋田東病院がある。
北東（旭川上流）は仁別、東・南東は太平八田、南は柳田，南西（旭川下流）は添川、西は上新城道川、北西は上新城湯ノ里、北は上新城白山に接する。

### 小字
12の小字が設置されている。
- 字荒田（あらた）
- 字市王寺（いちおうじ）
- 字大畑（おおはた）
- 字小田（おだ）
- 字上台（かみだい）
- 字正面田（しょうめんでん）
- 字田中（たなか）
- 字藤倉（ふじくら）
- 字増沢（ますざわ）
- 字松原（まつばら）
- 字丸木橋（まるきばし）
- 字女夫石（めおといし）

### 河川
- 旭川

## 歴史
出羽国秋田郡助河村として成立したとされる。山内の名は南北朝時代から確認され、1349年（貞和5年 / 正平4年）に月泉良印が「山内邑奥松原之郷」に曹洞宗亀像(蔵)山補陀寺を開いたとの記録が初見である。旭川沿いの道の他、秋田城・土崎港から新城川を遡り山を越える道もあり交通の便が良いため、古代から拓けていた。
戦国時代の1591年2月10日（天正19年1月17日）、「豊臣秀吉朱印蔵入帳写」に「山内村 172石余」とあり、1597年（慶長2年）時点での物成は40石、翌1598年（慶長3年）には10石であった。また、1592年9月27日（文禄元年8月22日）の「秋田家分限帳写」では、鍋倉右近代官所のうちに「山内村 240石」とある。
江戸時代には久保田藩領で、1603年（慶長8年）の村高は143石と推定されている。「正保国絵図」では山内新田村の本田当高141石とされているが、「元禄七郡絵図」では265石と増大している。「享保黒印高帳」では村高248石余・当高228石余（うち本田144・本田並38・新田46）。「享保郡邑記」では59軒あって、うち枝郷の藤倉・石上・下台・種台の4ヶ村分が38軒となっている。「寛政村附帳」では親郷泉村の寄郷とされ、当高203石余（うち蔵分146、給分57）。「秋田風土記」では78戸（枝郷4戸）があり、230石。「天保郷帳」では228石余で、この頃の人口は380人・馬60頭であった。

### 沿革
- 1873年（明治6年） - 大区小区制の改正に伴い、秋田郡山内村は秋田県第1大区6小区に属した[5]。
- 1884年（明治17年） - 郡区町村編制法のもとで、南秋田郡泉村・保戸野村・新藤田村・濁川村・添川村・山内村・仁別村が連合。戸長役場は泉村に設置された[4]。
- 1885年（明治18年）4月 - 泉小学校藤倉分教室を設置[6]。
- 1889年（明治22年）4月1日 - 町村制施行に伴い、新藤田村・濁川村・添川村・山内村・仁別村の5ヶ村が合併し南秋田郡上旭川村が発足。旧5ヶ村は大字となる[4]。
- 1892年（明治25年）
  - 5月 - 藤倉尋常小学校を設置[6]。
  - 8月1日 - 下旭川村と上旭川村が合併し、南秋田郡旭川村が成立。旭川村大字山内となる[4]。
- 1903年（明治36年）10月 - 藤倉ダム（藤倉水源地）建設開始。
- 1907年（明治40年）10月1日 - 藤倉ダムより給水開始。
- 1911年（明治44年）8月15日 - 藤倉ダム完成[7]。
- 1909年（明治42年） - 仁別森林鉄道本線（仁別林道）が開通[8]。松原駅が開業する[9]。
- 1933年（昭和8年）3月14日 - 旭川村が秋田市に編入され、秋田市山内となる。
- 1953年（昭和28年）4月1日 - 秋田市立秋田東中学校藤倉分校が設置される。
- 1956年（昭和31年）4月1日 - 東中学校藤倉分校が独立し、秋田市立藤倉中学校となる。
- 1968年（昭和43年）9月25日 - 仁別森林鉄道が全線廃道[8]。
- 1973年（昭和48年）9月 - 上水道源の切り替えに伴い、藤倉ダムからの取水を停止。
- 1975年（昭和50年）4月1日
  - 藤倉小学校を旭川小学校に統合し廃止[6]。
  - 藤倉中学校を東中学校に統合し廃止。
- 1978年（昭和53年）10月 - 仁別森林鉄道の一部路盤跡が秋田県道401号雄和仁別自転車道線として再整備される。
- 1985年（昭和60年）5月 - 藤倉水源地が近代水道百選に選定される。
- 1993年（平成5年） - 藤倉水源地が国指定重要文化財（近代化遺産）に指定される。

### 字域の変遷
地区内で区画整理・住居表示実施などに伴う字名・町名の変更は行われていない。

## 世帯数と人口
2016年（平成28年）10月1日現在の世帯数と人口は以下の通りである。
| 小字                      | 世帯数 | 人口  |
| ------------------------- | ------ | ----- |
| 山内字小田 山内字上台     | 15世帯 | 40人  |
| 山内字正面田 山内字丸木橋 | 22世帯 | 170人 |
| 山内字田中 山内字女夫石   | 40世帯 | 107人 |
| 山内字藤倉                | 12世帯 | 28人  |
| 山内字松原                | 5世帯  | 18人  |
| 計                        | 94世帯 | 363人 |

## 交通

### 鉄道
かつては仁別森林鉄道で、沿線住民の利便のために旅客列車も走っていたが、現在地区内に鉄道路線は通っていない。最寄り駅は中通七丁目にあるJR東日本奥羽本線・羽越本線・秋田新幹線の秋田駅。

### バス
- 秋田中央交通 仁別リゾート公園線
  - （添川方面） - 補陀寺前 - 松原 - 松原上丁 - 丸木橋 - 藤倉下丁 - 藤倉 - 釣センター前 - 藤倉上台 - （仁別方面）

### 道路
- 秋田県道15号秋田八郎潟線
- 秋田県道401号雄和仁別自転車道線（仁別サイクリングロード）

## 施設・史跡

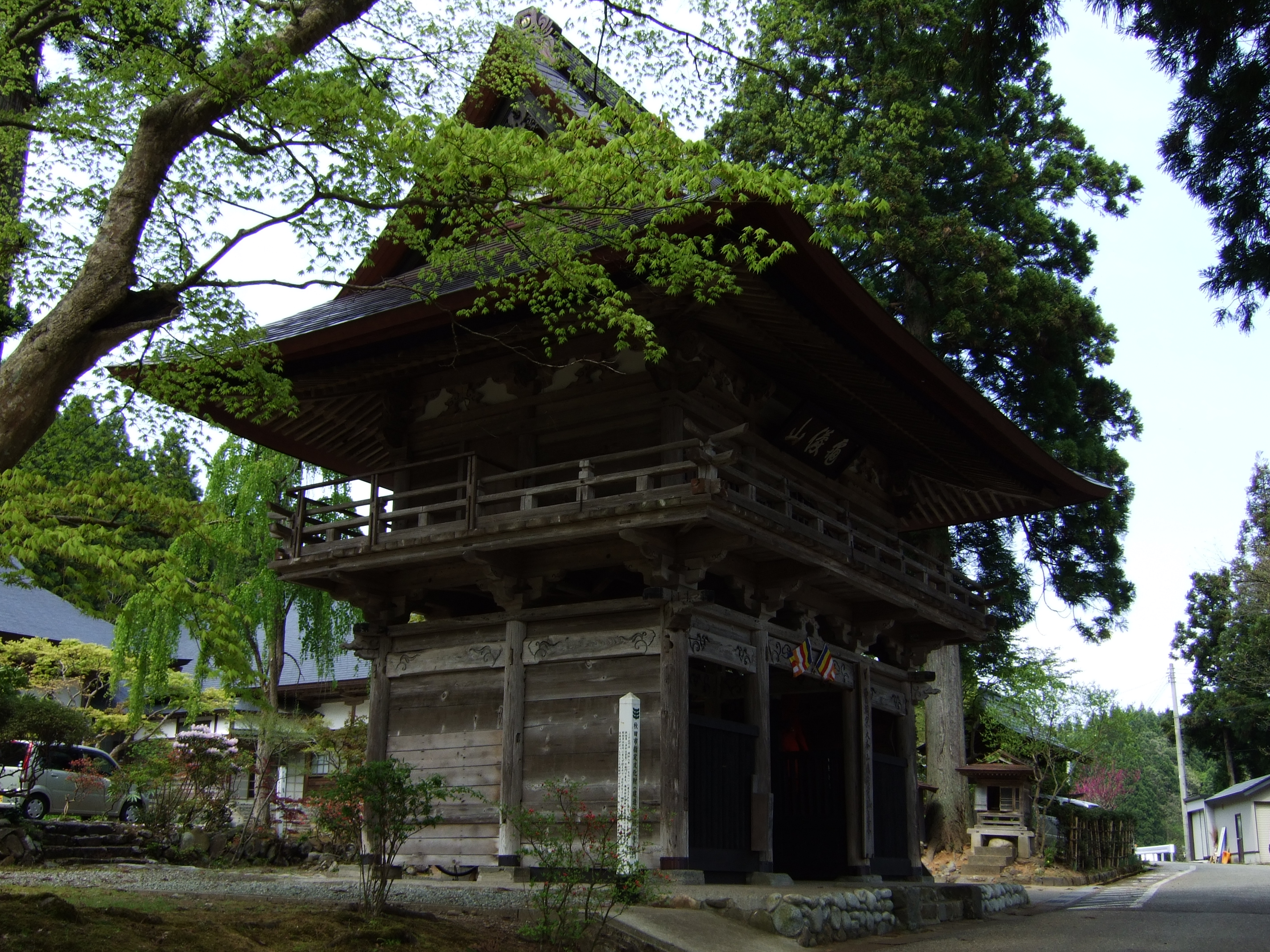
補陀寺

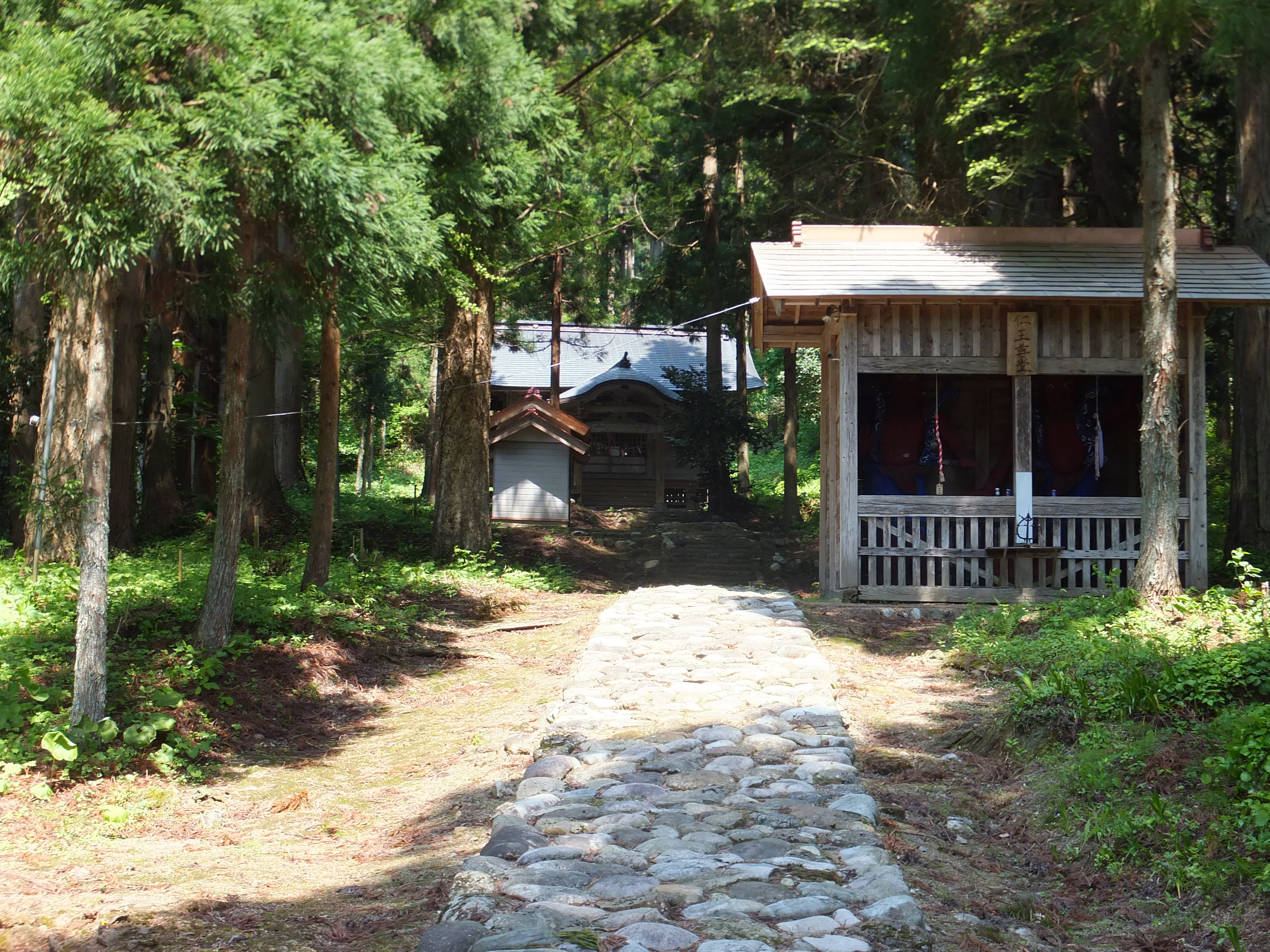
藤倉神社

- 字大畑
  - 藤倉水源地
- 字小田
  - 藤倉釣センター
- 字上台
  - 杉の木園（知的障害者支援施設）
- 字田中
  - 松原公民館
  - 松原簡易郵便局
  - 藤原藤房墓
- 字藤倉
  - 藤倉神社
  - 秋田ペット霊園葬儀センター
  - 藤倉児童館
- 字松原
  - 補陀寺
- 字丸木橋
  - 秋田東病院
  - 丸木橋公民館
- 字女夫石
  - 女夫石八幡竜神社